# Dammer Moor
Dammer Moor este o arie protejată (arie specială de conservare — SAC, sit de importanță comunitară — SCI) din Germania întinsă pe o suprafață de 171,04 ha, integral pe uscat.

## Localizare
Centrul sitului Dammer Moor este situat la coordonatele 52°00′55″N 14°16′18″E / 52.0153°N 14.2717°E.

## Înființare
Situl Dammer Moor a fost declarat sit de importanță comunitară în februarie 1999 pentru a proteja 14 specii de animale. Situl a fost protejat și ca arie specială de conservare în mai 1990.

## Biodiversitate
Situată în ecoregiunea continentală, aria protejată conține 7 habitate naturale: Pajiști cu Molinia pe soluri calcaroase, turboase sau argilos-nămoloase (Molinion caeruleae), Liziere de ierburi înalte hidrofile de câmpie și de nivel montan până la alpin, Mlaștini alcaline, Păduri de stejar sau de stejar și carpen sub-atlantice și medio-europene de Carpinion betuli, Păduri acidofile de stejar bătrân cu Quercus robur pe câmpii nisipoase, Mlaștini împădurite, Păduri aluvionare cu Alnus glutinosa și Fraxinus excelsior (Alno-Padion, Alnion incanae, Salicion albae).
La baza desemnării sitului se află mai multe specii protejate:
- păsări (12): lăcar mare (Acrocephalus arundinaceus), pescăruș albastru (Alcedo atthis), Bucephala clangula, erete de stuf (Circus aeruginosus), lebădă de iarnă (Cygnus cygnus), becațină comună (Gallinago gallinago), Grus grus grus, sfrâncioc roșiatic (Lanius collurio), sfrâncioc mare (Lanius excubitor excubitor), grelușelul-de-tufiș (Locustella fluviatilis), corcodel mic (Tachybaptus ruficollis), pupăză (Upupa epops)
- mamifere (1): vidră de râu (Lutra lutra)
- nevertebrate (1): fluturele purpuriu (Lycaena dispar)

Pe lângă speciile protejate, pe teritoriul sitului au mai fost identificate 38 de specii de plante, 4 specii de amfibieni, 6 specii de nevertebrate.